# Surf Mesa
Surf Mesa, pseudonimo di Powell Aguirre (Seattle, 10 aprile 2000), è un produttore discografico statunitense.

## Biografia
Originario di Seattle, ha iniziato a lavorare sotto lo pseudonimo di Surf Mesa mentre frequentava la scuola superiore, rendendo disponibile del materiale su SoundCloud. Ha intrapreso la carriera musicale nel 2019, mettendo in commercio il singolo di debutto Taken Away e successivamente l'EP Bedroom.
A novembre del medesimo anno è uscito ILY (I Love You Baby), realizzato con la partecipazione vocale di Emilee e che riprende il ritornello della canzone Can't Take My Eyes Off You del 1967 di Frankie Valli. Grazie al singolo l'artista è salito alla ribalta, raggiungendo la vetta della hit parade in Romania e collocandosi in top ten di altri nove paesi, tra cui Germania e Paesi Bassi. Il singolo è stato certificato almeno platino in tredici mercati, tra cui gli Stati Uniti d'America, Australia e Canada. Il successo della hit gli ha fruttato due candidature agli iHeartRadio Music Awards, ottenendo la nomination nelle categorie di artista dance dell'anno e canzone dance dell'anno. Discorso simile ai Billboard Music Award.

## Discografia

### EP
- 2019 – Bedroom
- 2023 – Come True

### Singoli
- 2019 – Taken Away (feat. Alexa Danielle)
- 2019 – ILY (I Love You Baby) (feat. Emilee)
- 2020 – Somewhere (feat. Gus Dapperton)
- 2021 – Carried Away (con Madison Beer)
- 2021 – Lose My Mind (feat. Bipolar Sunshine)
- 2021 – Another Life (con Fletcher e Josh Golden)
- 2022 – Marching Band (con Nitti)
- 2022 – State of My Heart (con Nat Dunn)
- 2023 – City of Love (con Selah Sol)
- 2023 – Manzanita
- 2023 – First Time (con Stevie Appleton)
- 2023 – Run (con Griff Clawson)
- 2024 – Hey Now (con VisionV e MKLA)
- 2024 – Obsession (con NKY)
- 2024 – It's You (C'est toi)
- 2024 – Dream (con Zeeba)
- 2024 – Without You (con Petit Biscuit e JP Saxe)
- 2025 – Relax (con Sachi)
- 2025 – Holding On (con John Alto)
- 2025 – Energy (con Zeeba)